# 왕지윤
왕지윤(1986년 ~ )은 대한민국의 배우이다.

## 프로필
- 출생 : 1986년
- 신체 : 170cm, 48kg
- 학력 : 연세대학교 정치외교학과
- 수상 : 2009년 미스코리아 포토제닉상, 2009년 미스코리아 서울 선[1]
- 특기 : 중국어, 댄스

## 출연 작품

### 드라마
- 2008 SBS 워킹맘
- 2008 CCTV 대극장

### 방송
- 2008 DMB 1to1 뮤직시티
- 2009 Y-STAR 시네마 투데이[2]

## 모델 활동

### 라운드 걸
- Road FC 033

## 같이 보기
- 2009년 미스코리아
- 미스코리아 서울